# Creodonta
Creodonta (do grego kreas, "carne, pedaço de carne",e odous (odont-), "dente")  é uma ordem obsoleta de mamíferos extinta que ocupou os lugares de topo da cadeia alimentar entre o Paleocênico superior e o fim do Miocênico. São conhecidos cerca de 50 gêneros de creodontes através de fósseis recolhidos na América do Norte, Europa e Ásia. Historicamente, esta ordem foi disignada de meio a classificar várias linhagens de mamíferos carnívoros cujas verdadeiras relações não eram conhecidas, e atualmente reconhece-se que os supostos membros desta linhagem não estão de facto aparentados. "Creodonte", por tanto, não tem significado como um termo cientifico válido.
Os creodontes eram predadores e partilharam o seu papel ecológico com outro grupo contemporâneo, os Condylarthra. Os membros da ordem Carnivora, que partilham um ancestral comum com os creodontes, começaram a substituir este grupo no topo da cadeia alimentar a partir do Oligocênico.
Os creodontes tinham dimensões muito variáveis de acordo com o nicho ecológico ocupado. Alguns gêneros, como o Sinopa, eram do tamanho de raposas enquanto que o Megistotherium era um predador enorme, especializado em grandes herbívoros.

## Classificação
Como agora se sabe que os credodontes não são um grupo natural, todas as linhagens listadas em baixo não estão aparentadas.

### Classificação antiga
Procreodi (passaram a ser considerados como membros primitivos de Laurasiatheria')
- Oxyclaenidae
- Arctocyonidae (Cetartiodactyla primitivos)

Acreodi (passaram a ser ungulados)
- Mesonychidae

Pseudocreodi
- Hyaenodontidae

Eucreodi(passaram à Ordem Carnivora e depois ao clado Carnivoramorpha)
- Miacidae